# Žuti jasmin
Žuti jasmin (stariji naziv: lopatolistni čemin, lat. Chrysojasminum fruticans, sin. Jasminum fruticans), zimzeleni ili poluzimzeleni grm iz porodice maslinovki, nekada uključivan u rod Jasminum.
Blago mirisni žuti cvjetovi pojavljuju se u ljeto i početkom jeseni. Cvjetove prate sjajne crne bobice koje na biljci ostaju od jeseni i preko zime. Kako sazrijeva, tvori oblik kupole koja može doseći visinu od oko dva metra ili više.
- C. fruticans
- C. fruticans
- C. fruticans